# Barbara Bonić
Barbara Bonić (en serbio: Барбара Бонић; * 4 de junio de 1992 en Solothurn) es una tenista serbia.

## Carrera
Barbara Bonić comenzó a jugar tenis a la edad de cinco años. Se entrenó en la academia de tenis de Nick Bollettieri y jugó su primer torneo ITF en 2006, convirtiéndose en jugadora profesional en 2008. Hasta ahora, ha ganado tres títulos individuales y once dobles en el Circuito femenino de la ITF.
En 2010 jugó la calificación para el torneo WTA en Dubái, pero falló en la primera ronda con 1: 6, 3: 6 contra Wesna Manassijewa.

## Victorias en torneos

### Individual
| No      | Fecha                    | Torneo              | Categoría    | Superficie  | Oponente final       | Resultado        |
| ------- | ------------------------ | ------------------- | ------------ | ----------- | -------------------- | ---------------- |
| Primero | 26 de mayo de 2013       | Scharm El-Scheich   | ITF $ 10,000 | Cancha dura | Anastasia Kharchenko | 6: 3, 6: 1       |
| 2.º     | 30 de junio de 2013      | Huzhu               | ITF $ 25,000 | Arena       | Chinesisch Taipeh    | 6: 2, 6: 4       |
| 3.º     | 30 de septiembre de 2018 | Monastir (Tunesien) | ITF $ 15,000 | Cancha dura | Chiraz Bechri        | 4: 6, 6: 1, 6: 3 |

## Enlaces web
- Perfil oficial de la WTA para Barbara Bonic (en inglés)
- Perfil oficial de la ITF para 100106089 (en inglés)
- Perfil oficial de la ITF para 100106089 (en inglés)

- Datos: Q15856818